# Tapas (gastronomie)
 (avril 2012).
Si vous disposez d'ouvrages ou d'articles de référence ou si vous connaissez des sites web de qualité traitant du thème abordé ici, merci de compléter l'article en donnant les références utiles à sa vérifiabilité et en les liant à la section « Notes et références ».
Pour les articles homonymes, voir Tapa et Tapas.
Les tapas (nom féminin, tapa au singulier) sont des amuse-gueules d'apéritif dînatoire, ou de repas complet, traditionnels de la cuisine espagnole, généralement composés d'une riche variété de préparations gustatives à base de produits culinaires régionaux d'Espagne (charcuterie, fromages, poissons, crustacés, légumes, olives, huile d'olive…) accompagnés de bière, sangria, vins d'Espagne, ou boisson alcoolisée, présentés sous forme de choix de petits récipients et de petites tartines, chauds ou froids (une ración est une portion unitaire de tapa et une media ración une moitié de portion). Emblématiques de l'Espagne et de la culture espagnole, les tapas sont généralement dégustées à table, ou plus souvent debout, dans la célèbre ambiance conviviale, sociale et festive des restaurants et bars d'Espagne.

## Origine et étymologie
L'origine du mot n'est pas certaine. Le mot « tapa » viendrait peut-être du francique tappo (cf. français « tapon » et « tampon »), d'où dérive le castillan tapar qui signifie « boucher », « (re)couvrir » (un verre en l'occurrence). Selon une autre théorie, le sens d'« amuse-gueule » s'explique par le fait qu'à l'origine on pouvait servir à l'apéritif une tranche de pain avec du fromage, de la charcuterie ou autre chose posée sur un verre de vin, formant ainsi une sorte de couvercle.

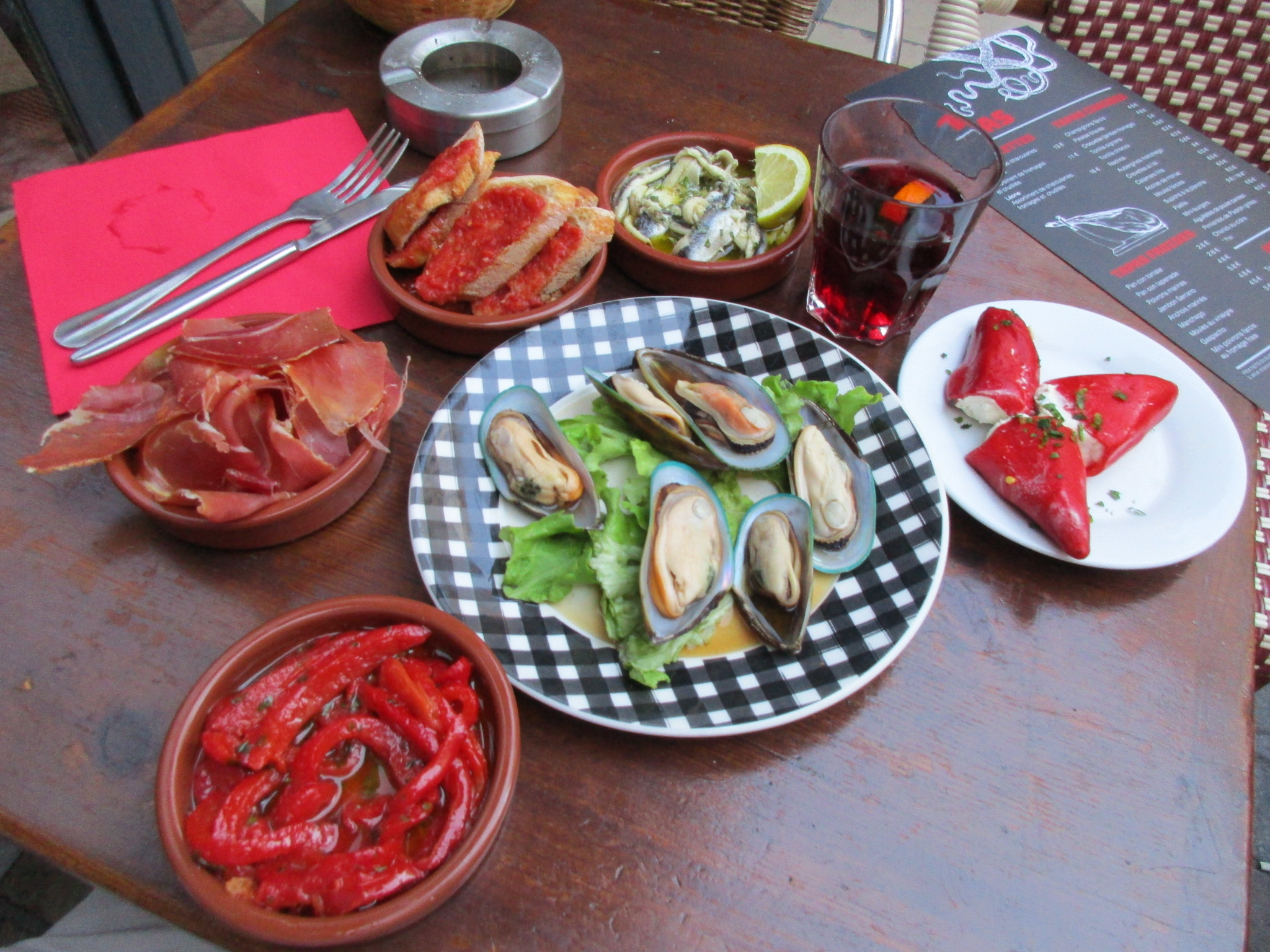
Rue Mercière (Lyon).
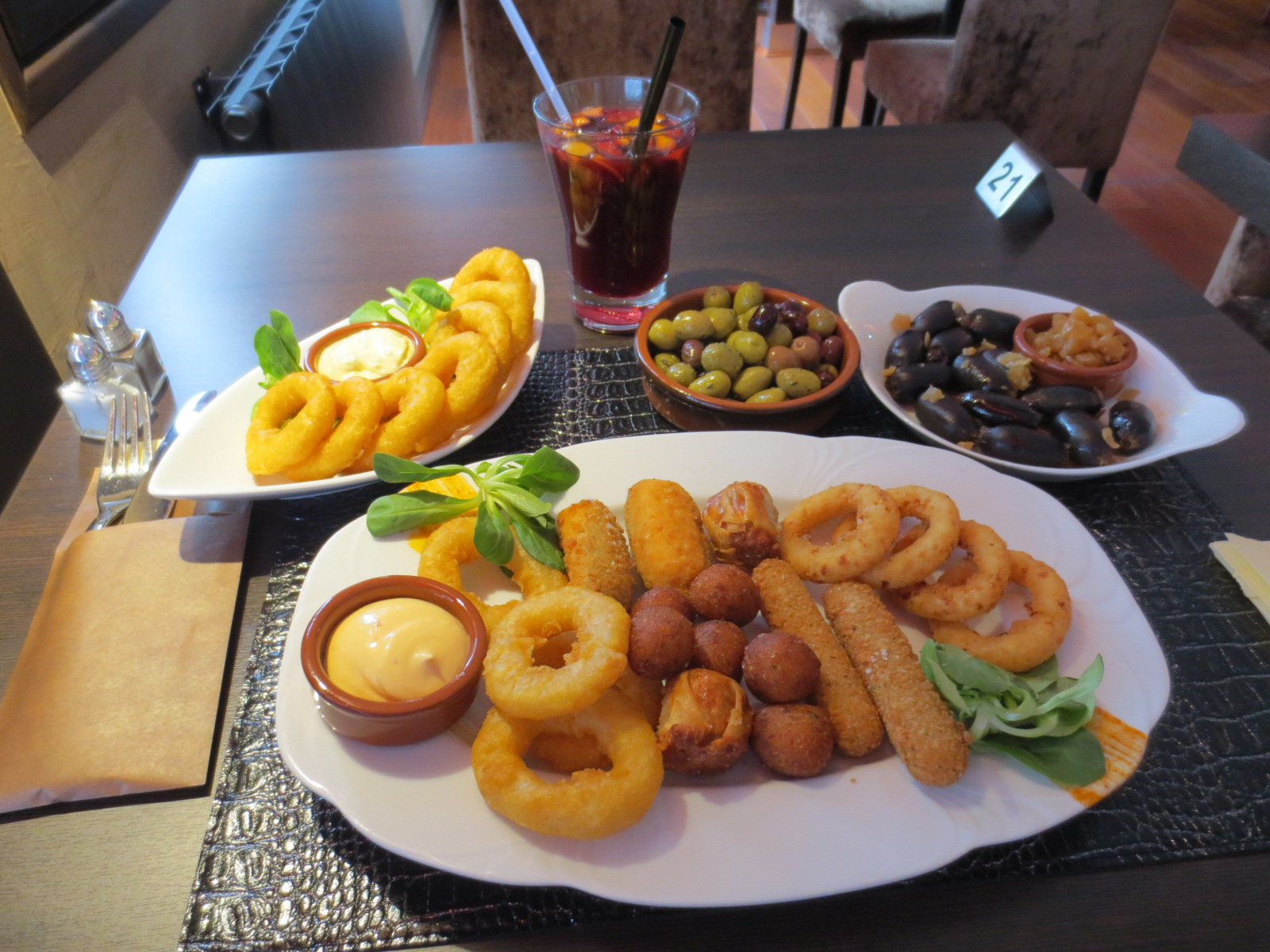
Beignets en tapas et sangria.
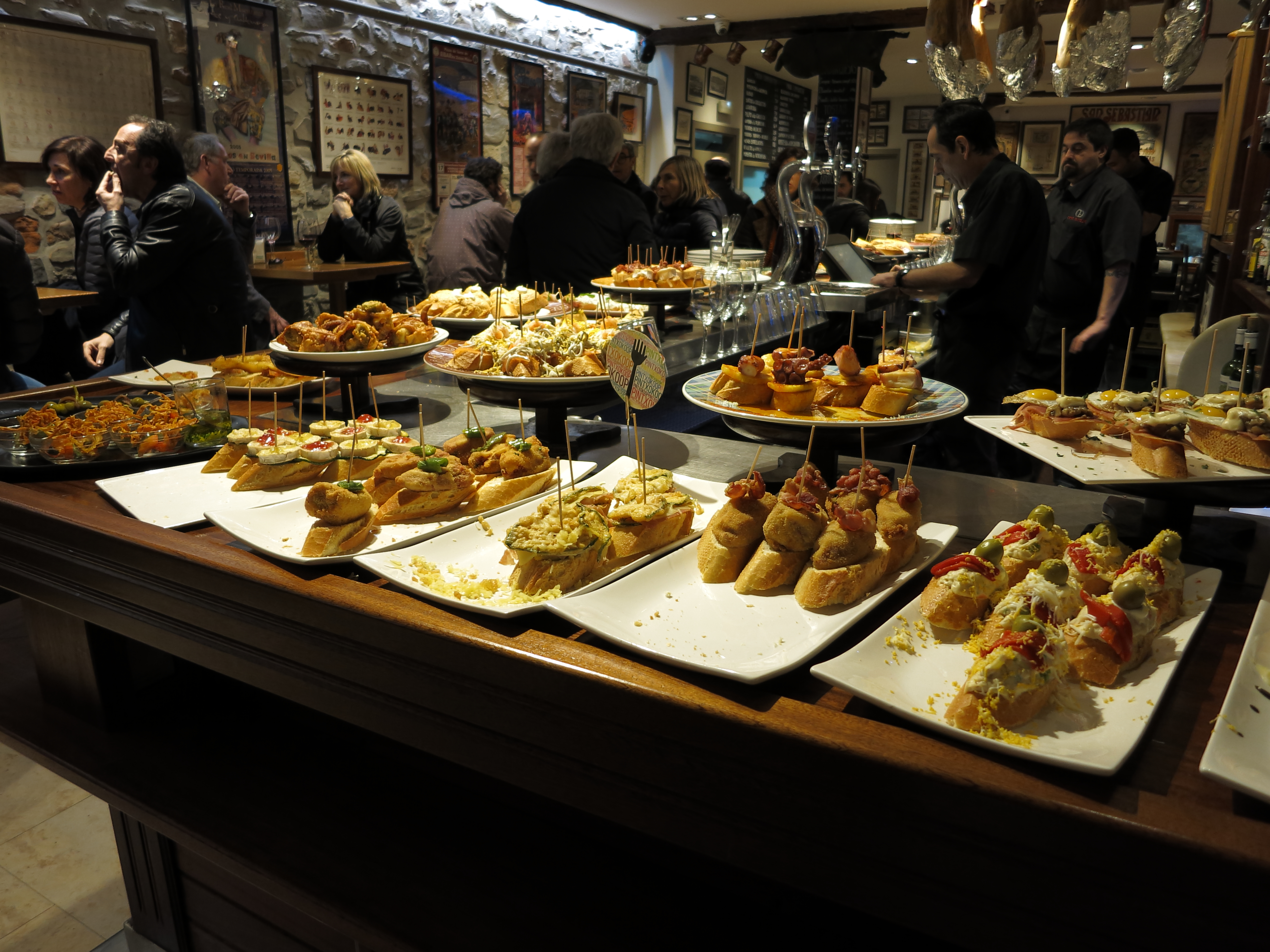
Pintxo de Saint-Sébastien.
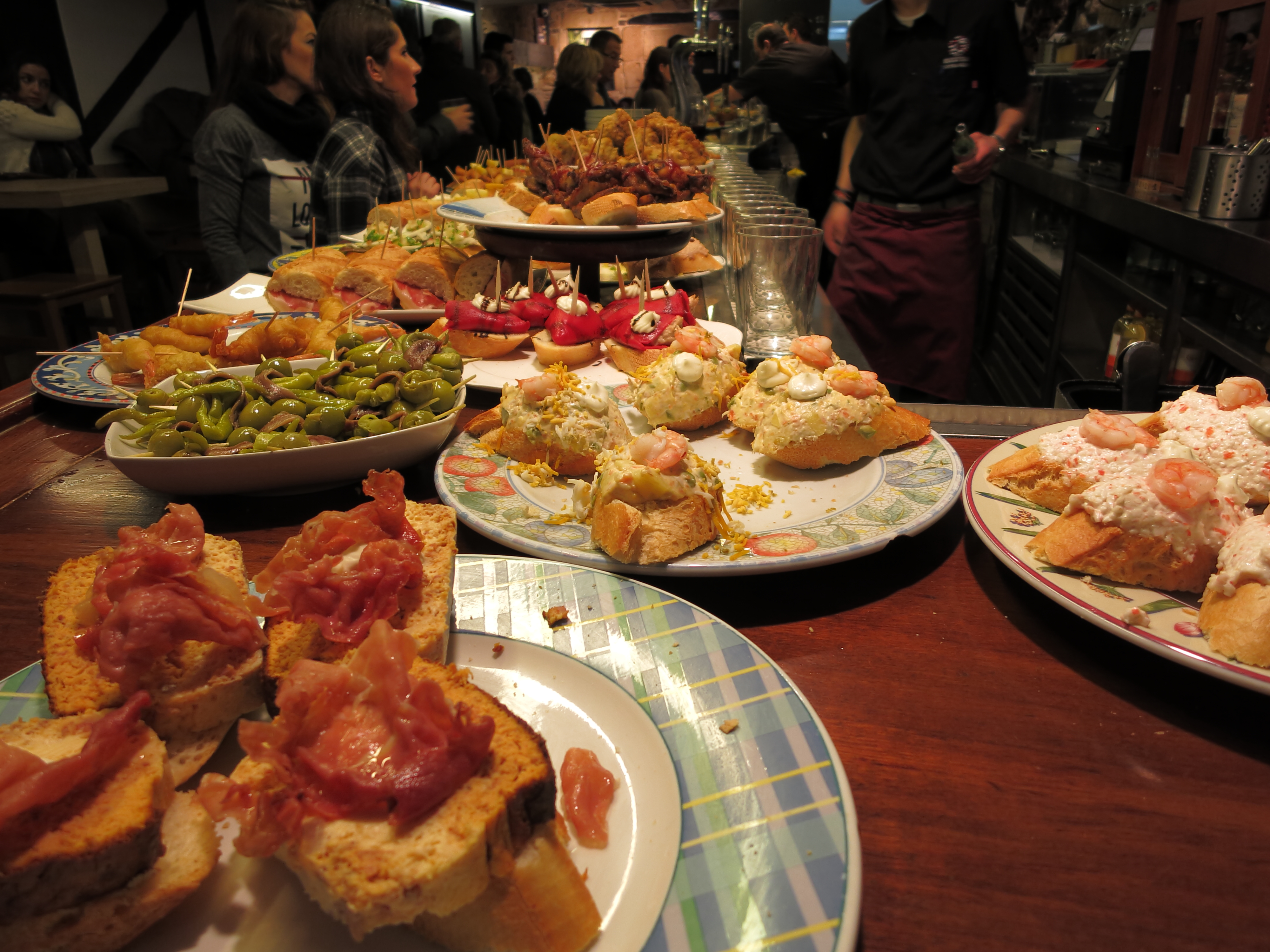
Saint-Sébastien.
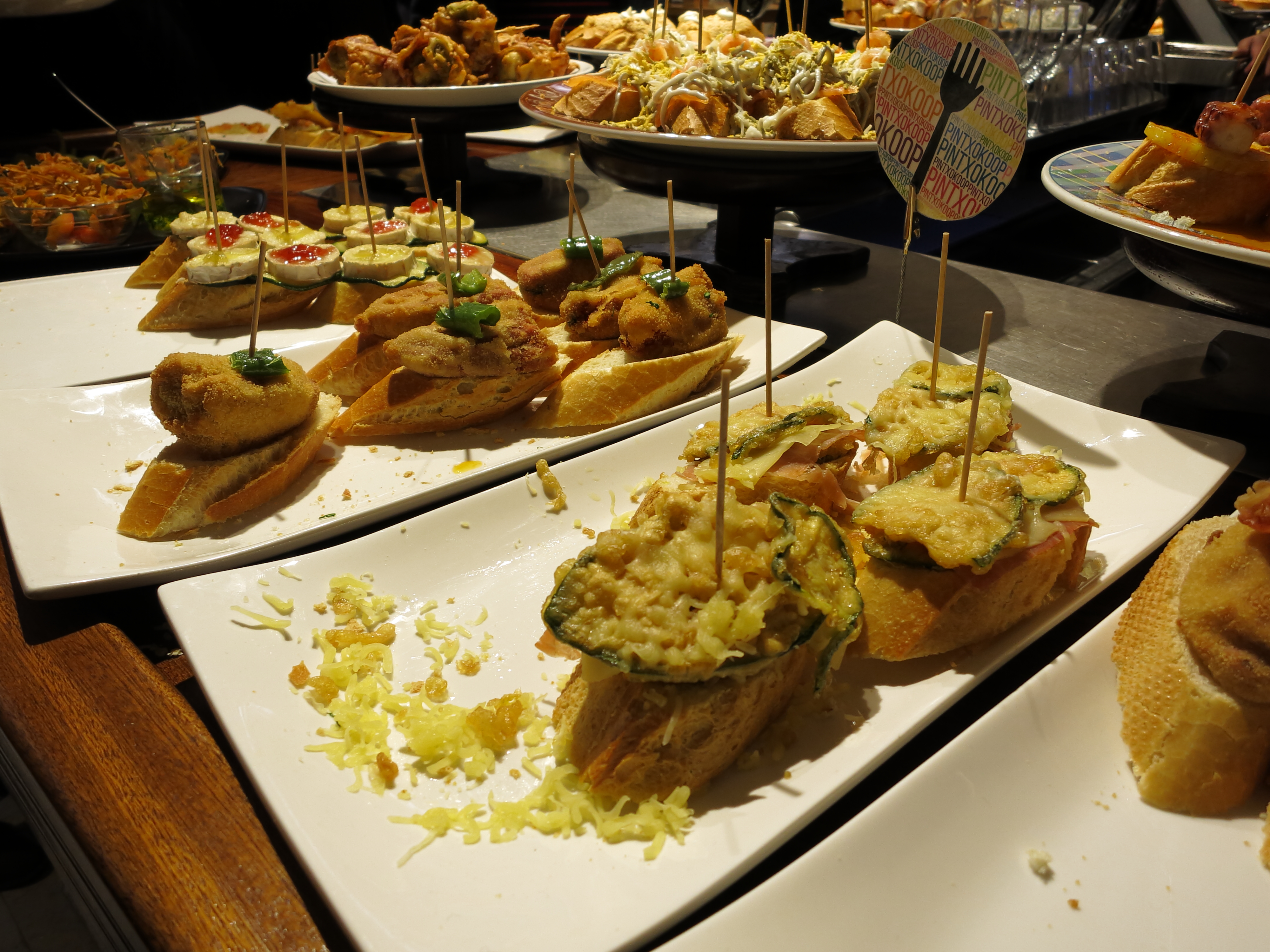
Saint-Sébastien.
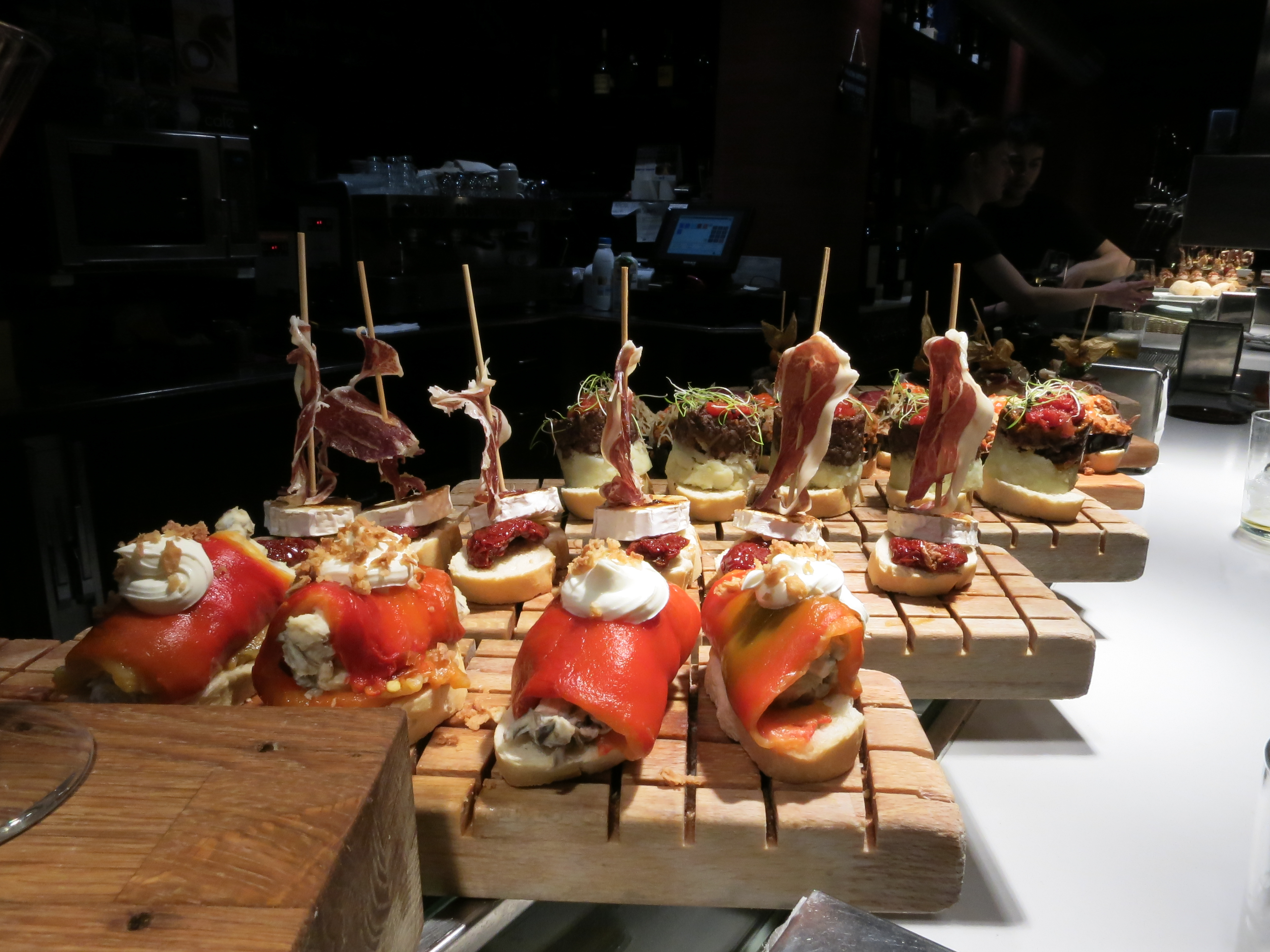
Vitoria-Gasteiz.

Entre les XVIe et XIXe siècles, les routes et voies de communication en Europe se trouvaient en très mauvais état. La plupart reprenaient les tracés des voies romaines existantes, ainsi que divers chemins du Moyen Âge. En outre, la plupart des gens ne savaient ni lire ni écrire. L'Espagne n'était pas une exception et de nombreuses posadas, albergues ou autres bodegas jalonnaient ces chemins, offrant des repas et des chambres aux voyageurs, ainsi que des chevaux frais pour la poursuite du voyage. Le problème était de présenter les repas, un menu écrit exigeant que tous les clients sachent lire (et que l'aubergiste puisse écrire ce menu). L'usage voulut, au fil des siècles, que ces albergues ou posadas (« relais de poste » en français, aussi « auberges ») proposent leurs mets en prenant une petite louche des mets dans les casseroles et marmites et en les présentant à même le couvercle (« couvercle » en espagnol se disant tapa ou tapadera) ; la tradition voulut[Laquelle ?] que ceux qui n'étaient point affamés disent : « J'ai mangé aux tapas ! » ou « Je n'ai pris que des tapas ! » (références 1,2,3,4,5[pas clair]).

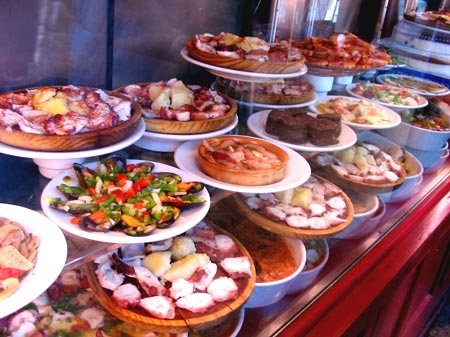
Madrid.
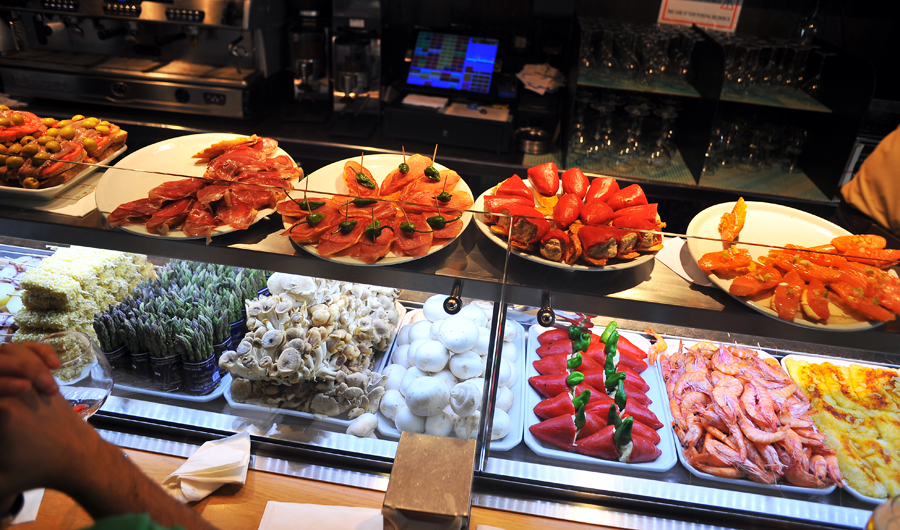
Barcelone.
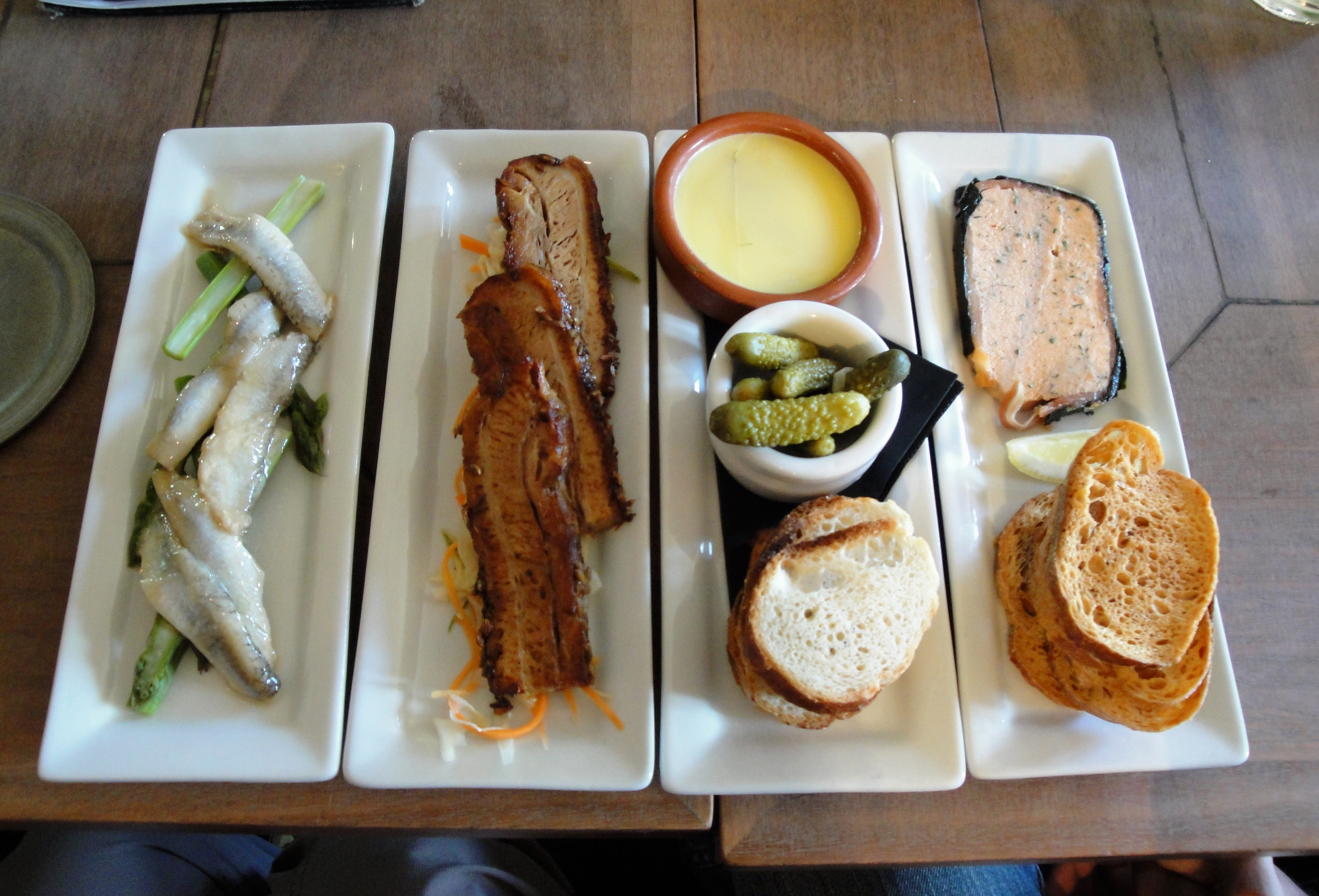
Nouvelle-Zélande.
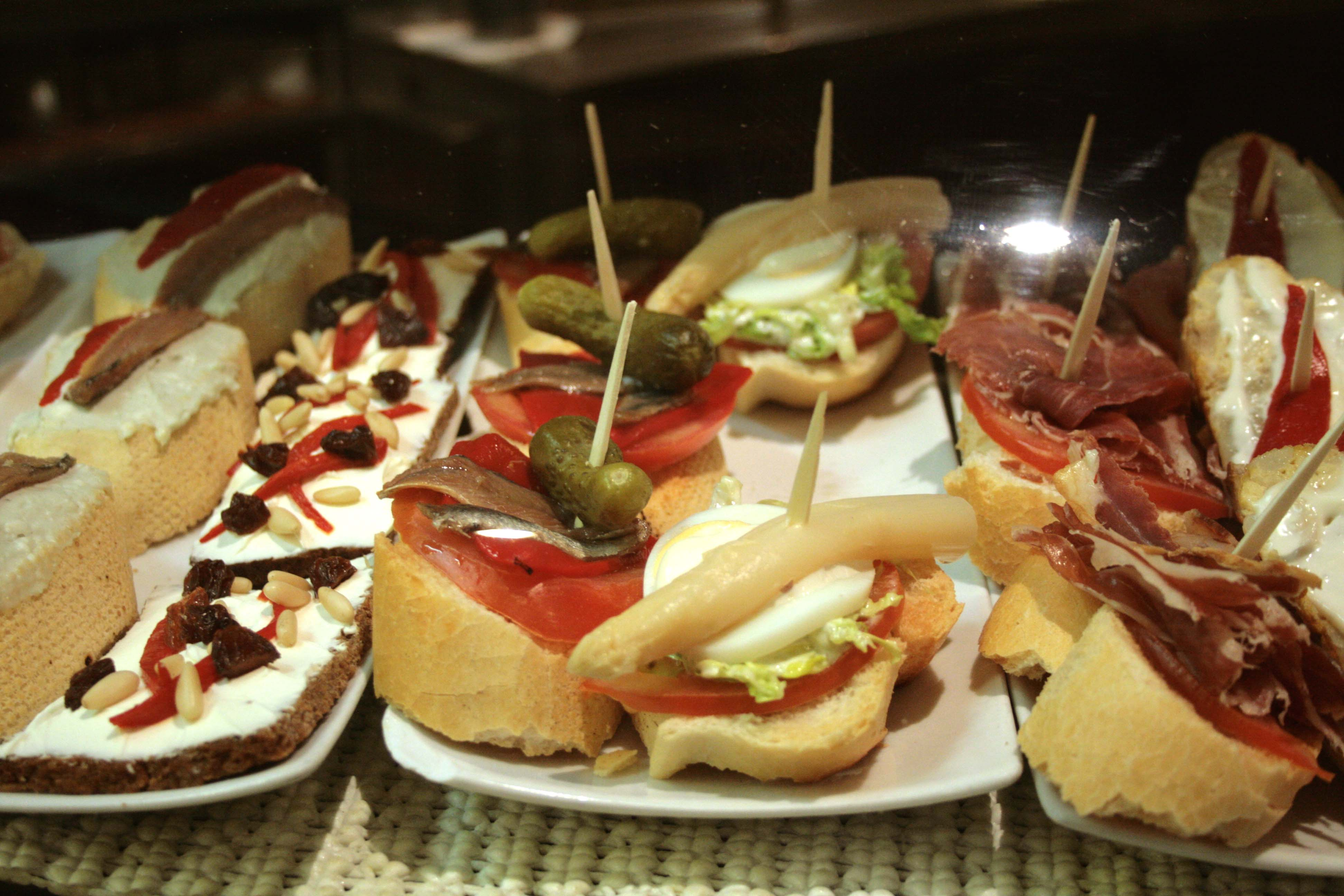
Saragosse.
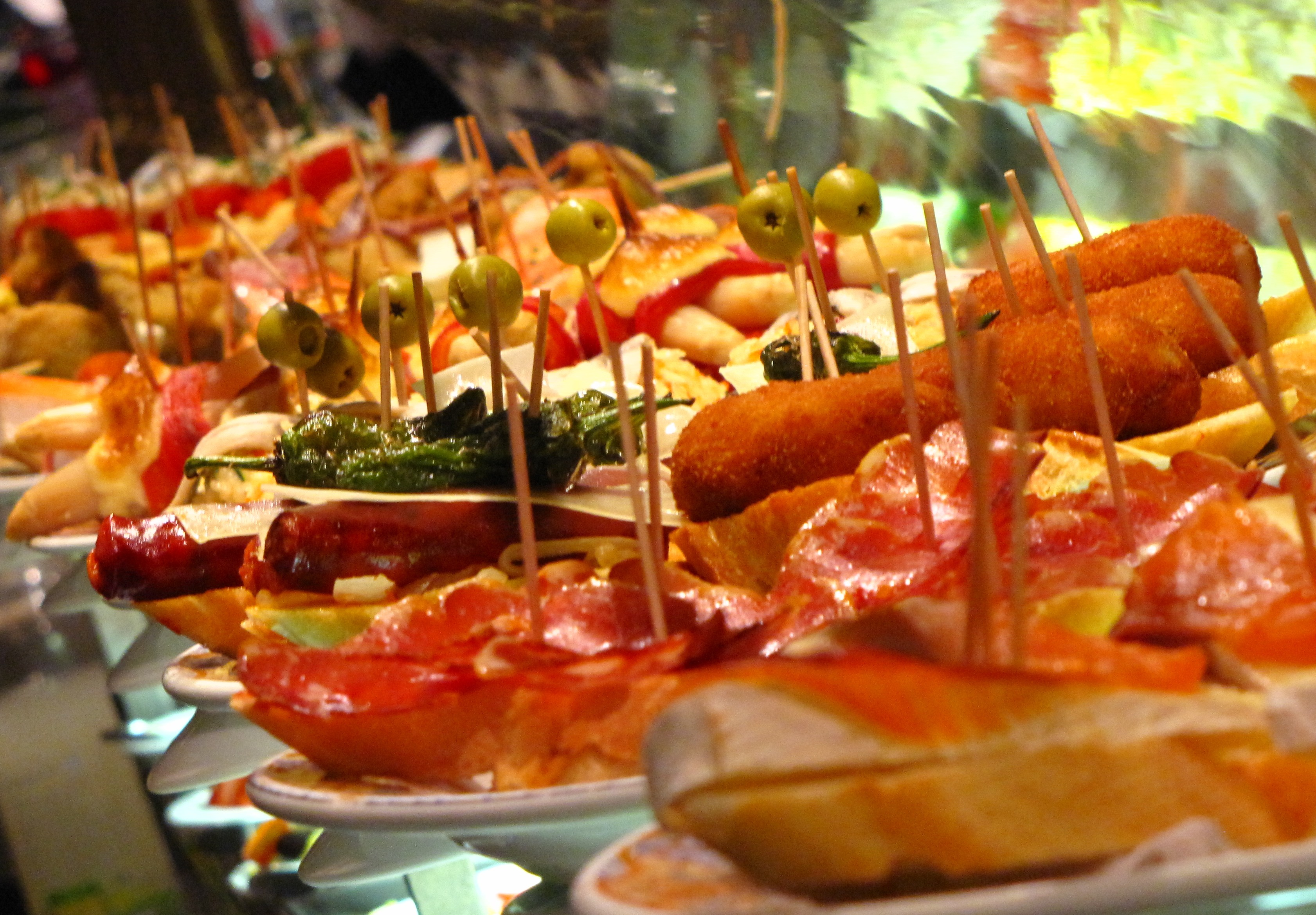
Barcelone.

## Particularités régionales
- Andalousie : dans certains bars à touristes de quelques villes andalouses comme Séville, les tapas se servent dans une petite assiette ou soucoupe, garnie de divers produits frais ou cuisinés : charcuteries, fromages, olives, fritures. À Almería, Grenade et Jaén, aussi bien que dans la plupart des bars de Madrid, des tapas vous sont apportées gracieusement lorsque vous commandez une boisson. Comme elles sont gratuites, il est de bonne règle de ne pas les exiger.
- Castille et Madrid : on trouve là davantage de raciones ou medias raciones, grandes ou petites assiettes garnies de toutes sortes de plats et mets présentés souvent dans un présentoir réfrigéré sur le comptoir.
- Au Pays basque et en Navarre, régions à la gastronomie riche et raffinée, certaines tapas sont élevées au rang d'art. Mais on trouve davantage, au lieu de tapas, des pintxos, sortes d'amuse-gueules montés sur des petites piques ou morceaux de pain, véritables montages à distinguer pour leur finesse, tant gustative qu'esthétique. On trouve également, comme à Madrid, des raciones.
- À Barcelone, dans la vieille ville, les tapas se mangeaient traditionnellement dans des bars dont chacun avait sa spécialité. Ainsi, dans chaque bar, on prenait une boisson et une tapa. De nos jours, des tapas variées sont servies dans tous les établissements des quartiers d'el Raval, de Gràcia, d'el Born, de Sants. La plupart des bars prévoient la possibilité d'une media ración, une demi-portion de tapas. Le quartier de la Barceloneta situé près du port et de la mer est réputé pour ses tapas à base de poisson.

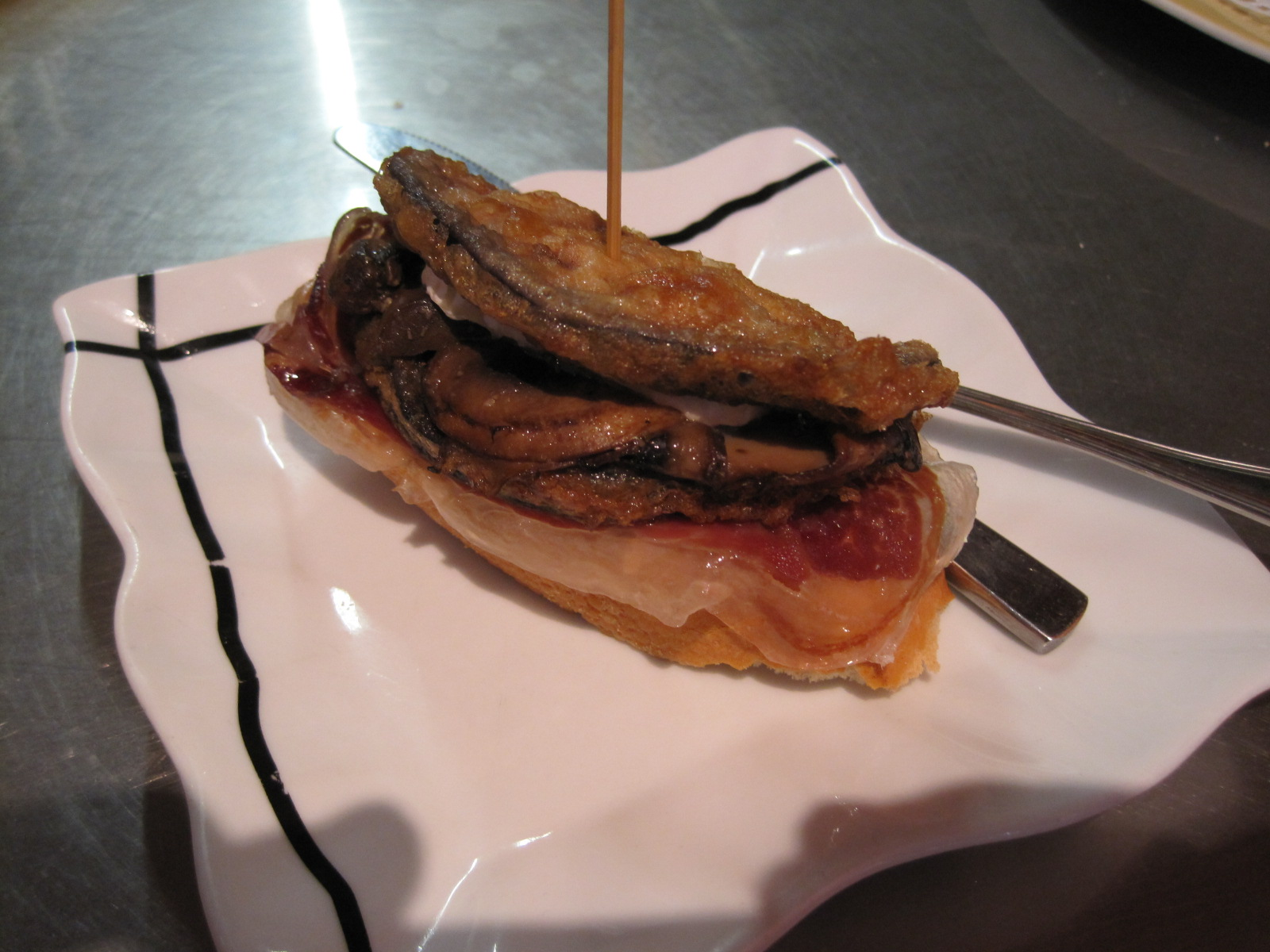
Jambon et aubergine gratiné, Saint-Sébastien.
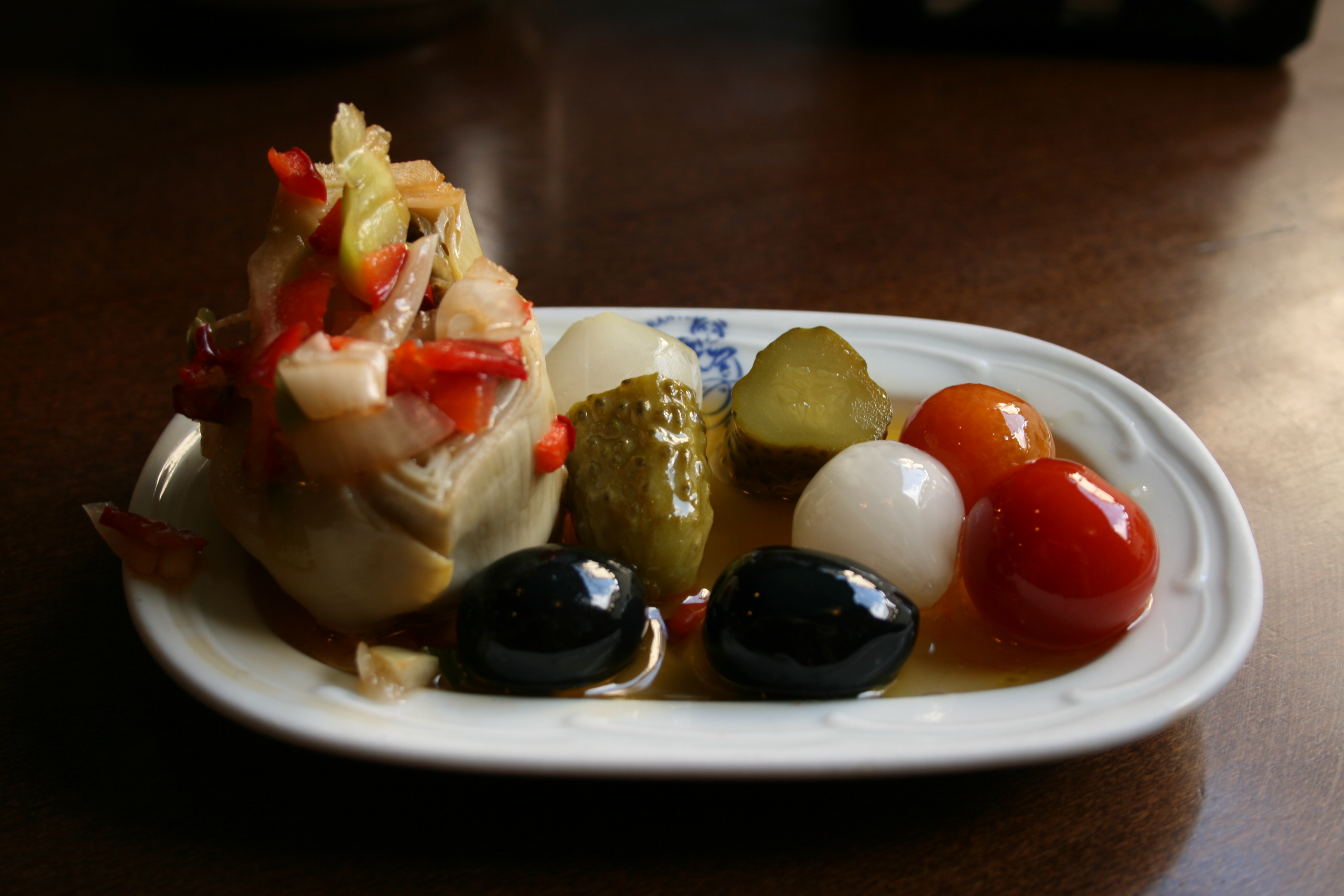
Alcachofa rellena con encurtidos y tomates cherry.
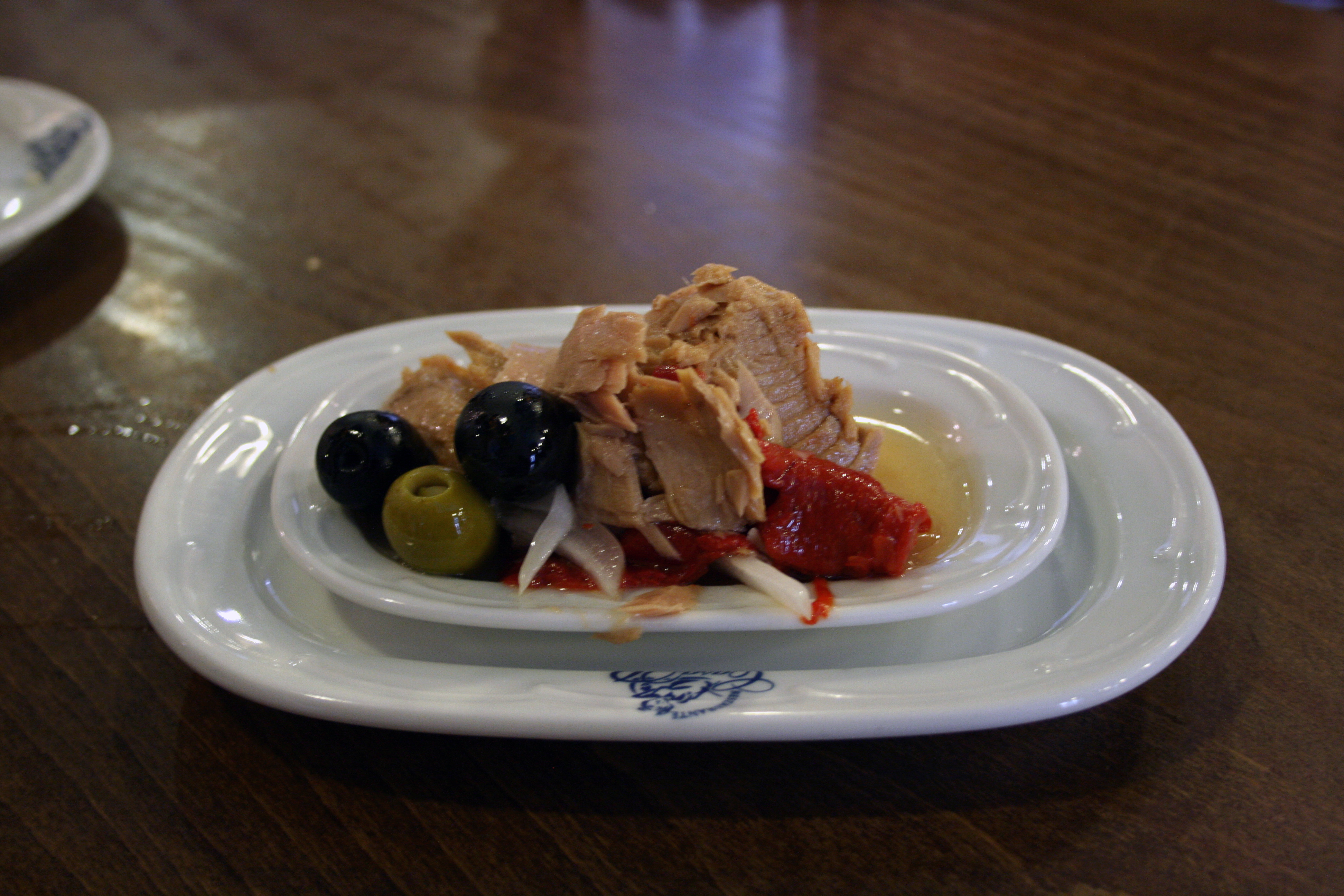
Tapa de bonito en escabeche aderezado en cebolla y olivas.
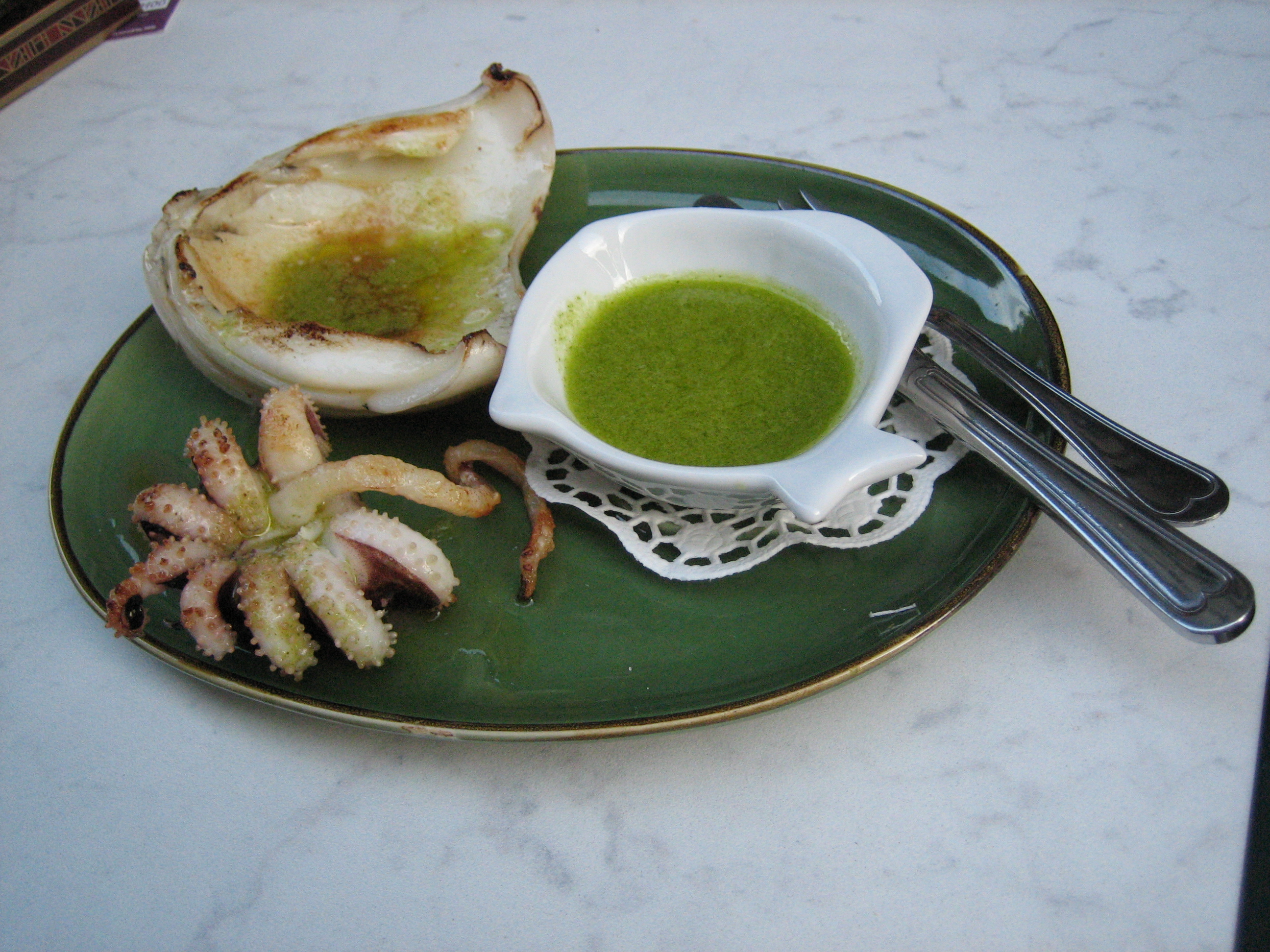
Tapa de seiche.
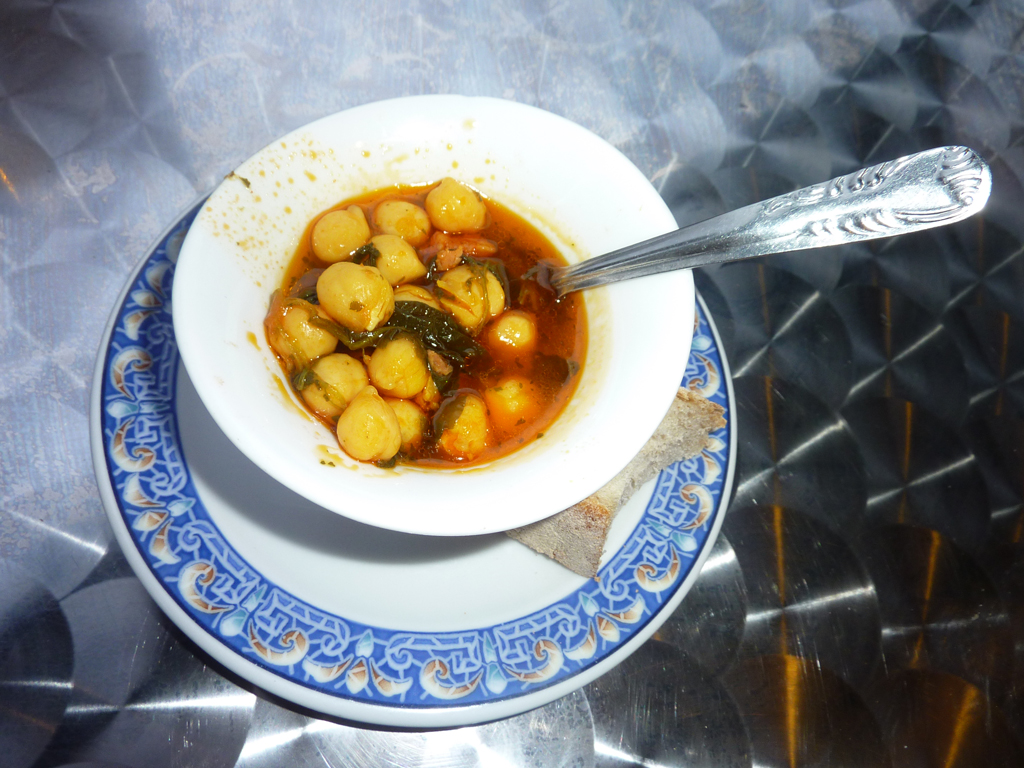
Tapa de garbanzos con espinacas.
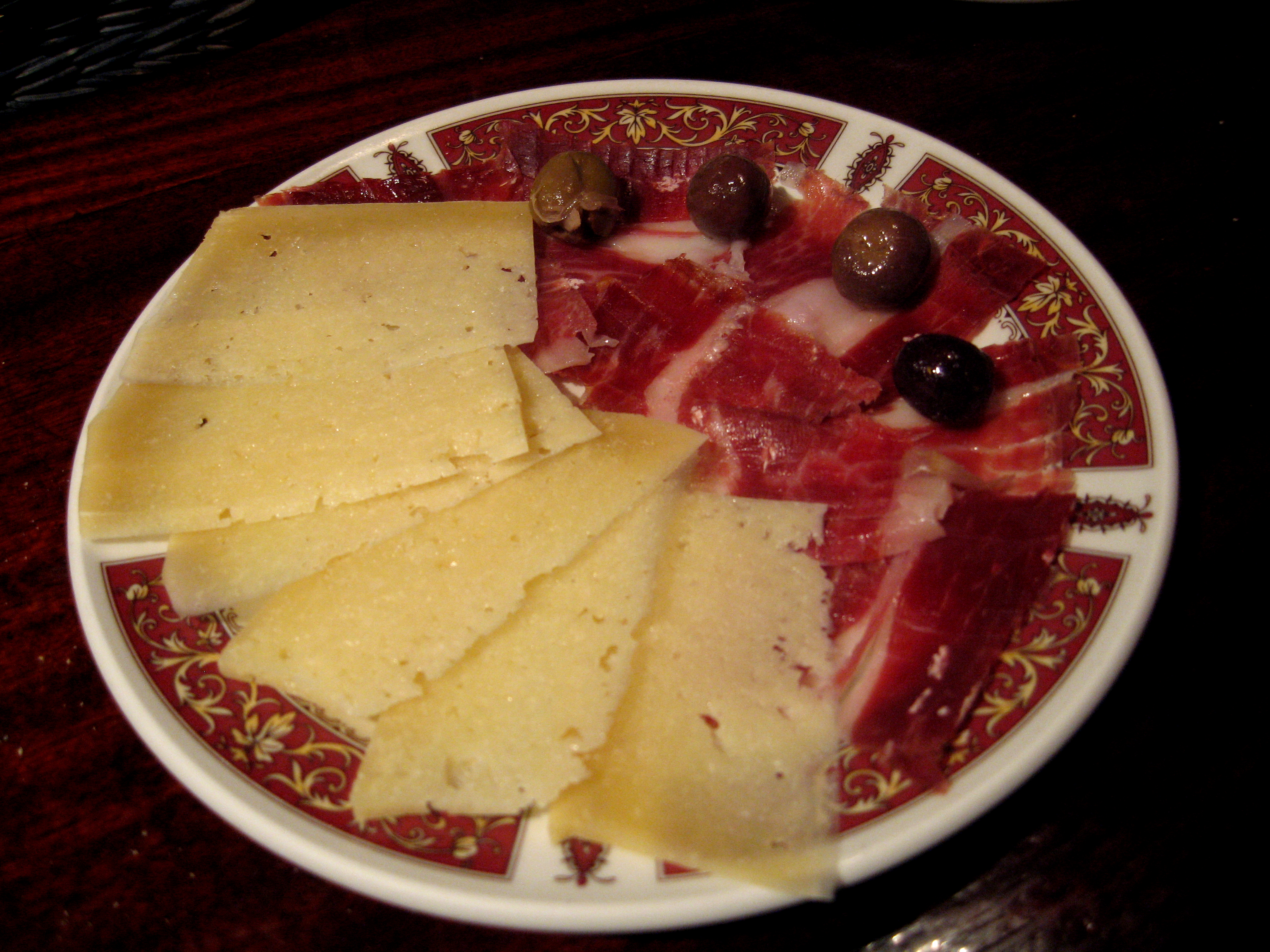
Tapas à Séville.
Tomates et sardines.
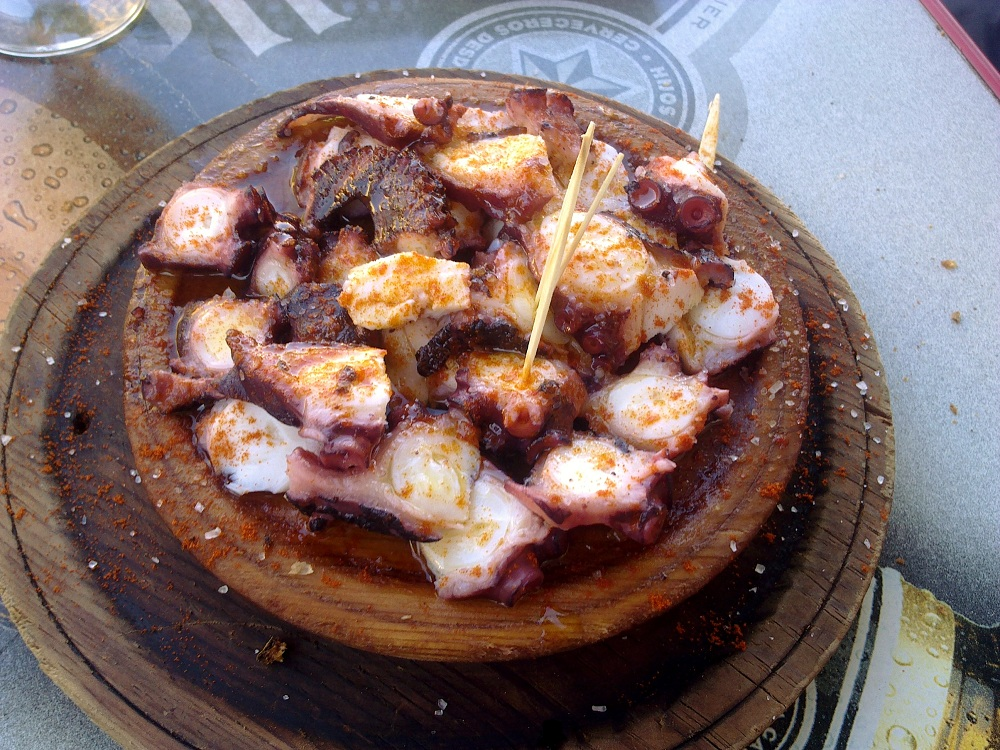
Poulpe à la galicienne.
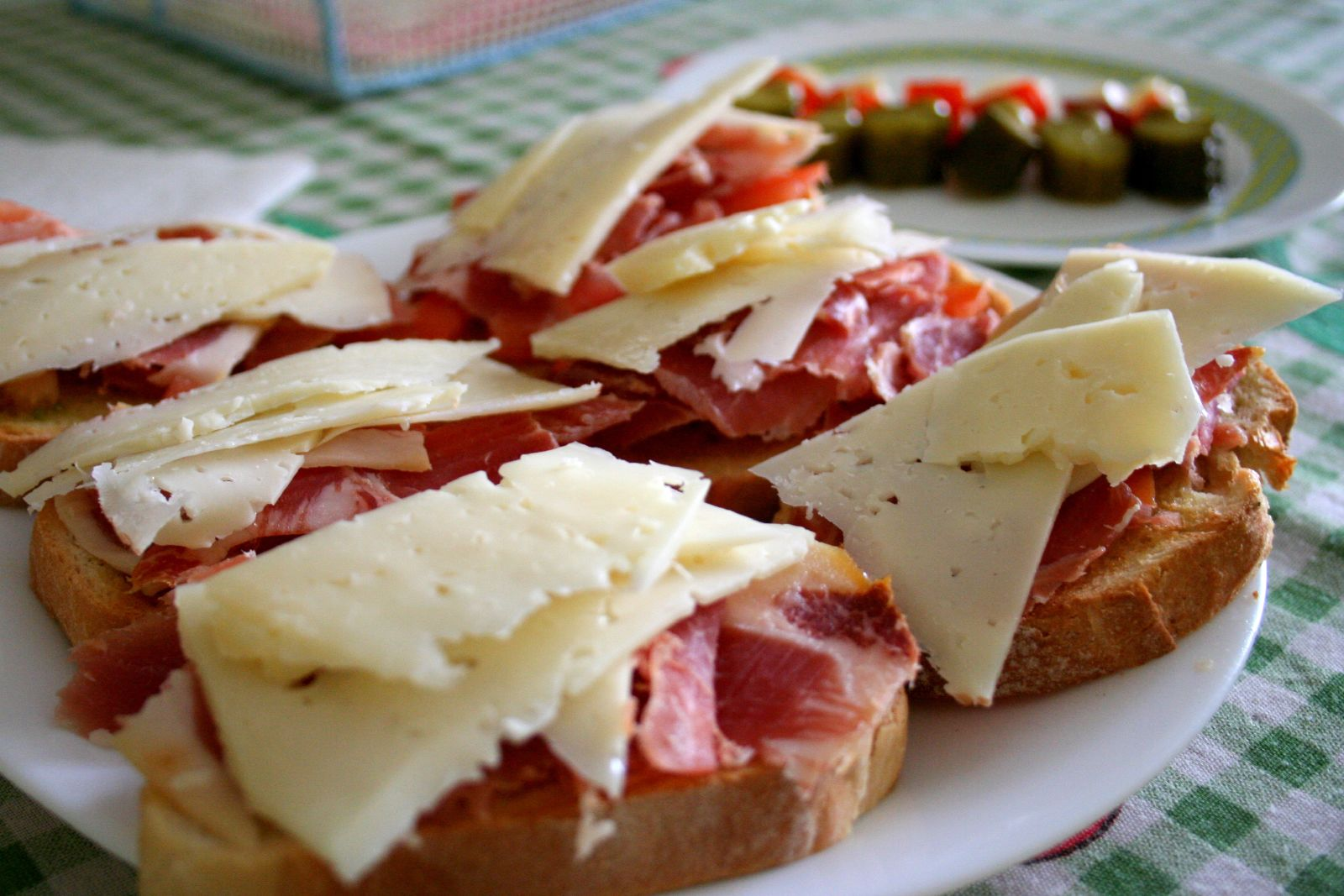
Jambon et fromage.
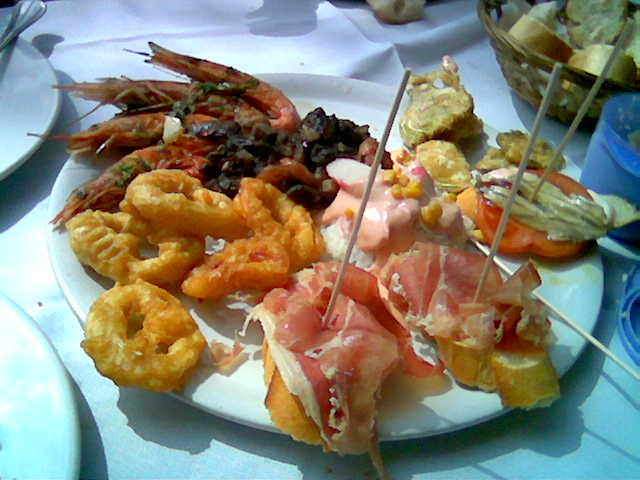
Barcelone.
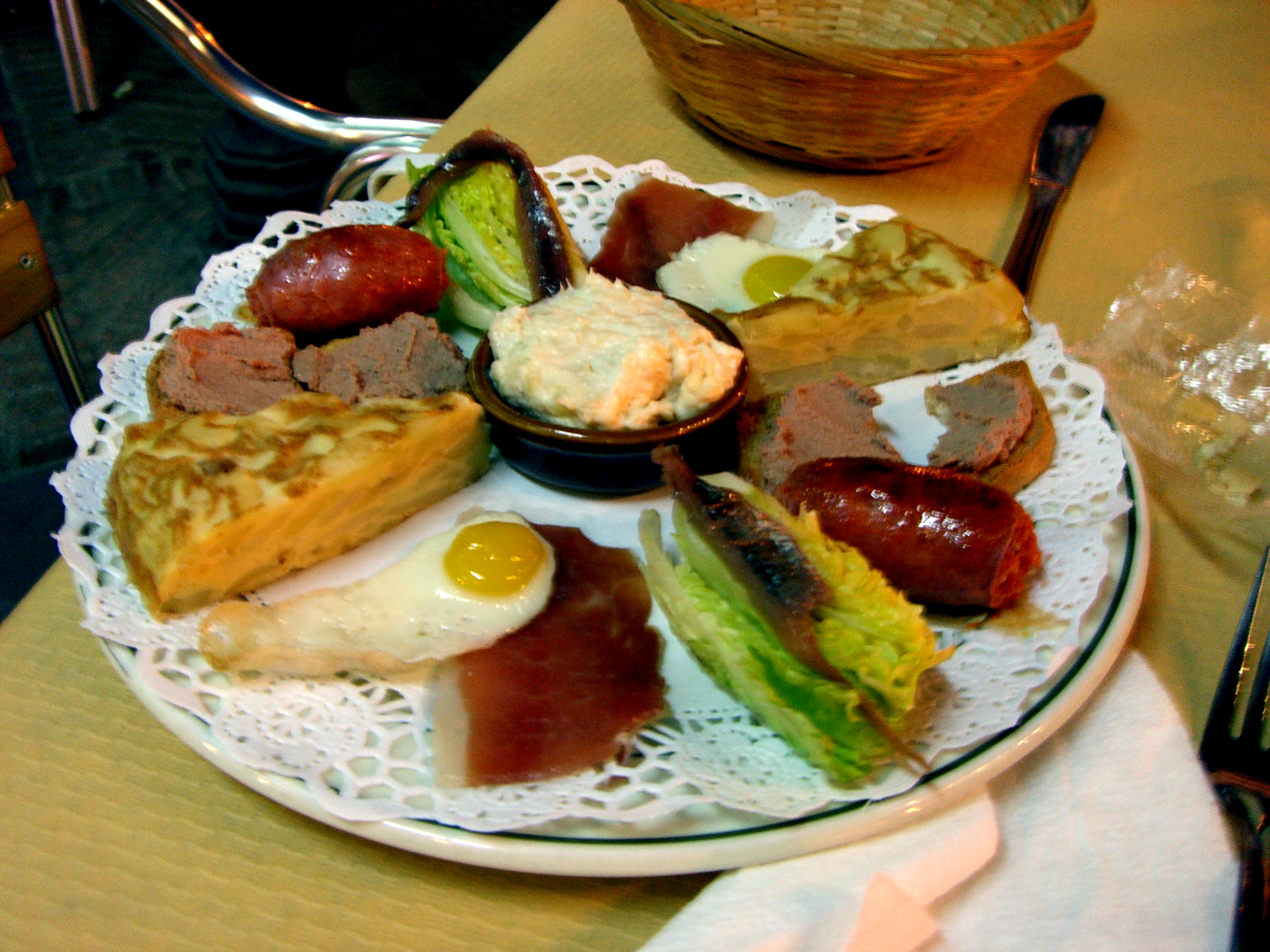
Andalousie.

## Histoire

### Légendes

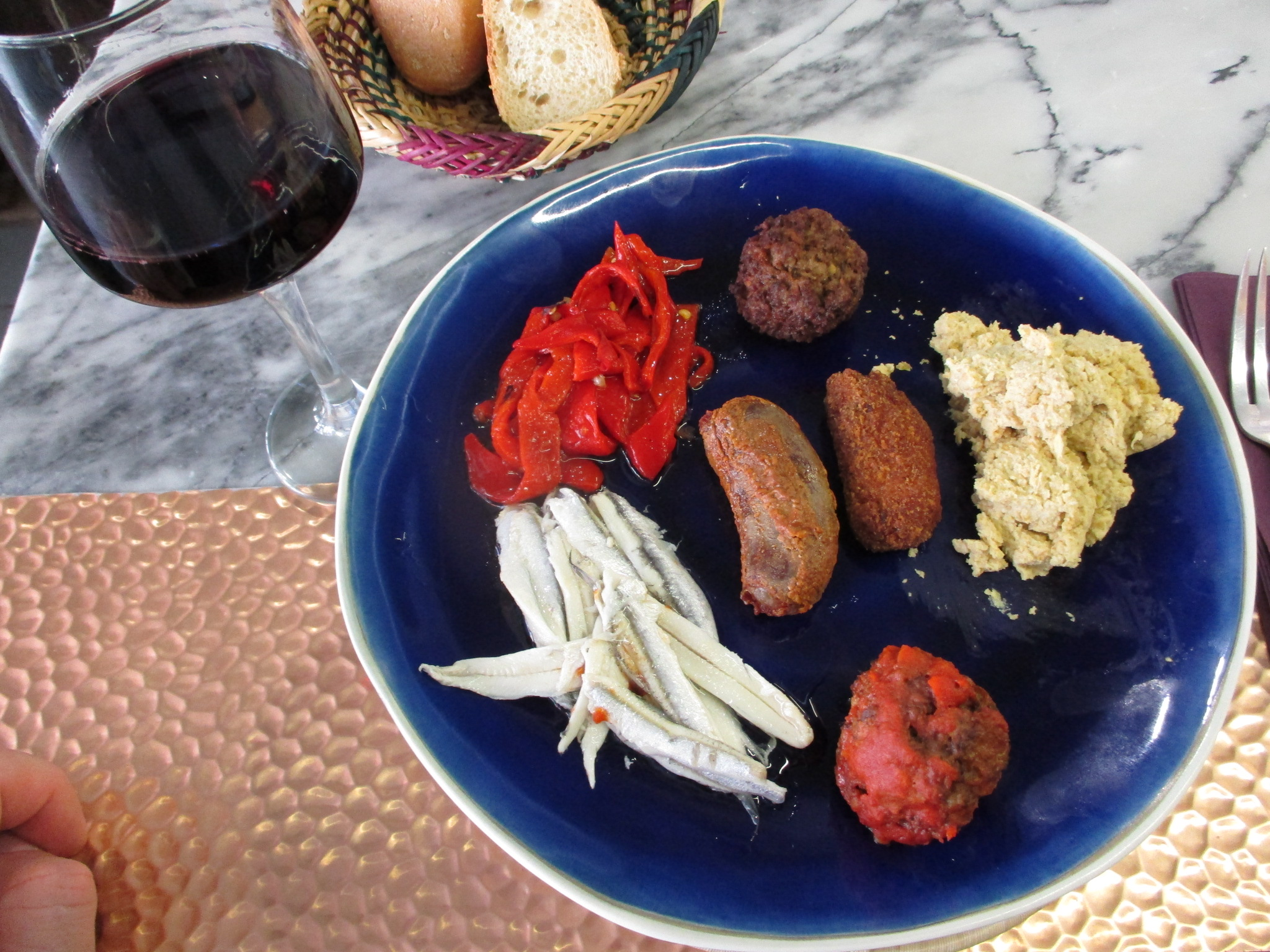
Assortiment de tapas d'Andalousie et vin d'Espagne.

Il existe plusieurs versions de légendes sur l’origine des tapas. Une des plus connues fait référence au Moyen Âge, pendant le règne du roi Alphonse X le Sage au XIIIe siècle. On dit que le roi, souffrant, se vit prescrire du vin et pour éviter les effets de l’alcool à jeun, prenait des amuse-gueules en accompagnement de la boisson. Après son rétablissement, il a décidé que, dans les châteaux de Castille, le vin devait se servir convenablement accompagné par une ration de nourriture. Avec cette mesure, les consommateurs étaient moins affectés par les effets de l’alcool.
Une autre version attribue la création du terme tapa à une visite du roi Alphonse XIII (1886-1941) dans la province de Cadix, dans laquelle il s’est arrêté dans une auberge. Étant assis, à la terrasse, un courant d’air s’est levé et l’aubergiste, pour éviter que la poussière ou le sable ne tombe dans le verre, a trouvé comme solution de boucher (tapar) les verres avec des tranches de jambon. La solution de l’aubergiste a plu au roi qui appréciait le jambon et en redemandait.
Cependant, l’authenticité de cette anecdote est douteuse, car l’usage de pain dur ou de soucoupes pour boucher les verres est mentionné dès le XVIIIe siècle, donc déjà deux siècles plus tôt. Cependant, il est curieux de constater que les légendes les plus populaires attribuent l’intervention, directe ou non, des rois à l’origine de la tapa. Cela pourrait être dû au fait[pourquoi ?] que les deux rois impliqués s'appelaient Alphonse.
Une version populaire plus simple raconte que la tradition des tapas a pour origine un casse-croûte des paysans en attendant l’heure du déjeuner, ledit casse-croûte naturellement étant accompagné d’un peu de vin comme dans toutes les campagnes. De cette manière, au milieu du XIXe siècle en Andalousie, on mettait des morceaux de fromage, de jambon ou de lomo (échine de porc) sur les verres de vin, bouchant ainsi leur contenu.
À partir de ces principales légendes sur l’apparition du terme « tapa », il existe de nombreuses versions locales, plus ou moins connues. Dans chacune d’elles, l’origine de la tapa est un moyen de réduire l’ébriété, de protéger la boisson, ou une combinaison de ces raisons.

## Tapas espagnoles
Une erreur communément répandue est celle d'associer des tapas à des recettes spéciales. Cela dit, pour certains mets (comme les fabada des Asturies ou le cocido de Madrid), il est impossible de les servir en tapa (du fait qu'il s'agit de pots-au-feu incluant diverses parties). Cette erreur persiste de nos jours, comme le montre un livre de tapas proposé par le chef espagnol Omar Allibhoy (référence 6).

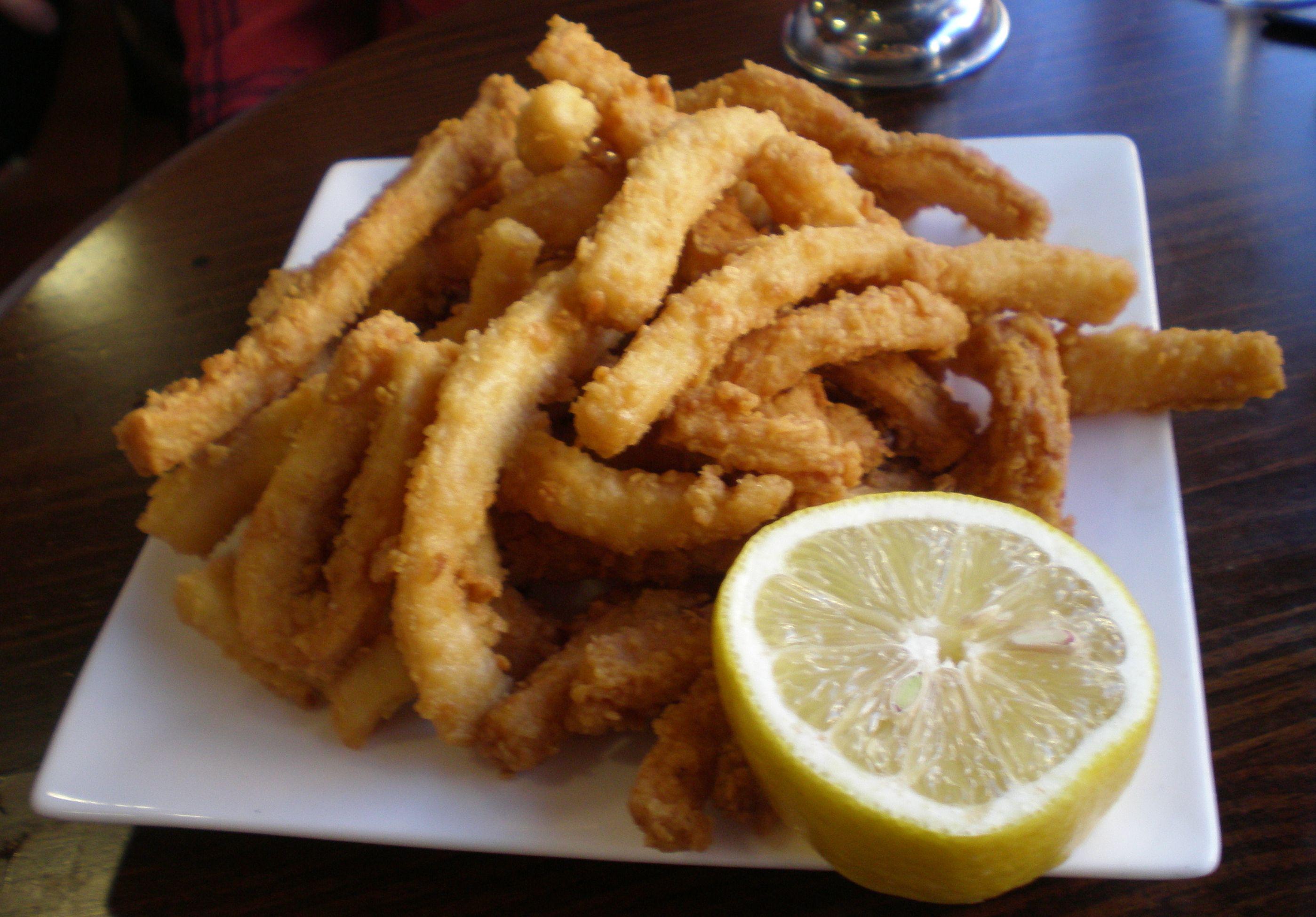
Rabas de calamars.

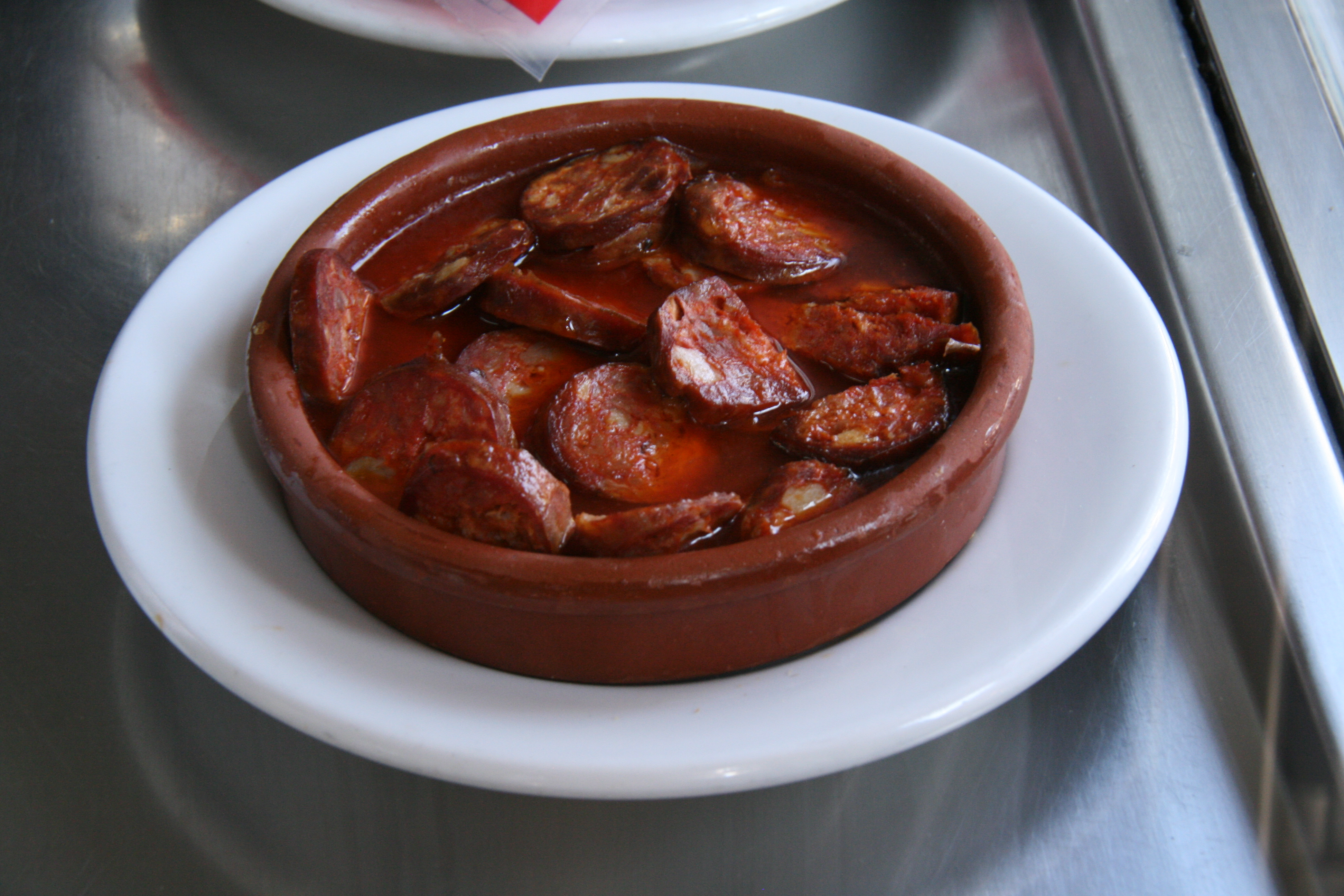
Chorizo con sidra.

Il existe une multitude de tapas espagnoles ; toute recette culinaire espagnole peut devenir une tapa dès lors que la portion est de petite taille ; les plus communes sont :
- aceitunas, olives marinées
- ajo caliente (ail chaud), plat à base de tomate et de poivron
- albondigas, boulettes de viande hachée
- boquerones, anchois marinés ou frits
- calamares a la romana, calmars frits
- caldo gallego, potage de feuilles de navet, haricots blancs et lard
- calamares, calmars marinés
- callos con garbanzos, tripes aux pois chiches
- cazón en adobo
- chicharrones, rillettes
- chocos, grands poulpes frits
- choquitos, petits poulpes frits
- chorizo, saucisse sèche piquante au paprika, coupée en tranches et servie froide
- chorizo criollo, chorizo frais (cru)
- croquetas, croquettes au poisson ou au jambon
- empanada, pâté en croûte de grande taille coupé en petits carrés de 3 cm, par exemple au thon
- empanadillas, pâté en croûte, éventuellement au thon, en part individuelle
- salade russe, salade de pommes de terre et macédoine de légumes à la mayonnaise
- gambas al ajillo, crevettes frites à l’aïl
- gambas en gabardina, crevettes panées frites, sans tête
- garbanzos con espinacas, pois chiches avec des feuilles d'épinards, arrosés d'huile d'olive avec quelques lardons, plat servi chaud
- jambon ibérique, appellation d'origine de jambon de montagne de porc nourri exclusivement de glands, servis en chiffonnade
- Jamón Serrano, marque commerciale d'un jambon transformé en altitude et servi en chiffonnade
- jamón y queso, jambon sec espagnol et fromage de brebis servis sur une tranche de pain ou sur un petit plateau (ración)
- montaditos, tranches de pain avec garnitures de toutes sortes (jambon, tortilla, olives, saucisses, thon, etc.)
- queso manchego, fromage de brebis de la Manche, région du Centre de l’Espagne
- paella, riz safrané au poisson et aux fruits de mer
- parrochas, petites sardines frites
- patatas bravas, morceaux de pommes de terre frites à la sauce piquante
- patatas fritas, pommes de terre frites
- pimientos asados, poivrons marinés à l'huile d'olive et à l'ail
- pimientos de Padrón, petits poivrons verts (parfois piquants) revenus à l'huile d'olive
- pulpo a la gallega, poulpe bouilli coupé en rondelles, à l'huile d'olive, saupoudré de paprika
- rabas de calamares, calmar
- revuelto de setas, œufs brouillés aux champignons
- salpicón de marisco, macédoine de petits restes de fruits de mer, de poisson, de poivrons et d’oignons en vinaigrette
- tortilla de patatas, omelette de pomme de terre avec ou sans oignons

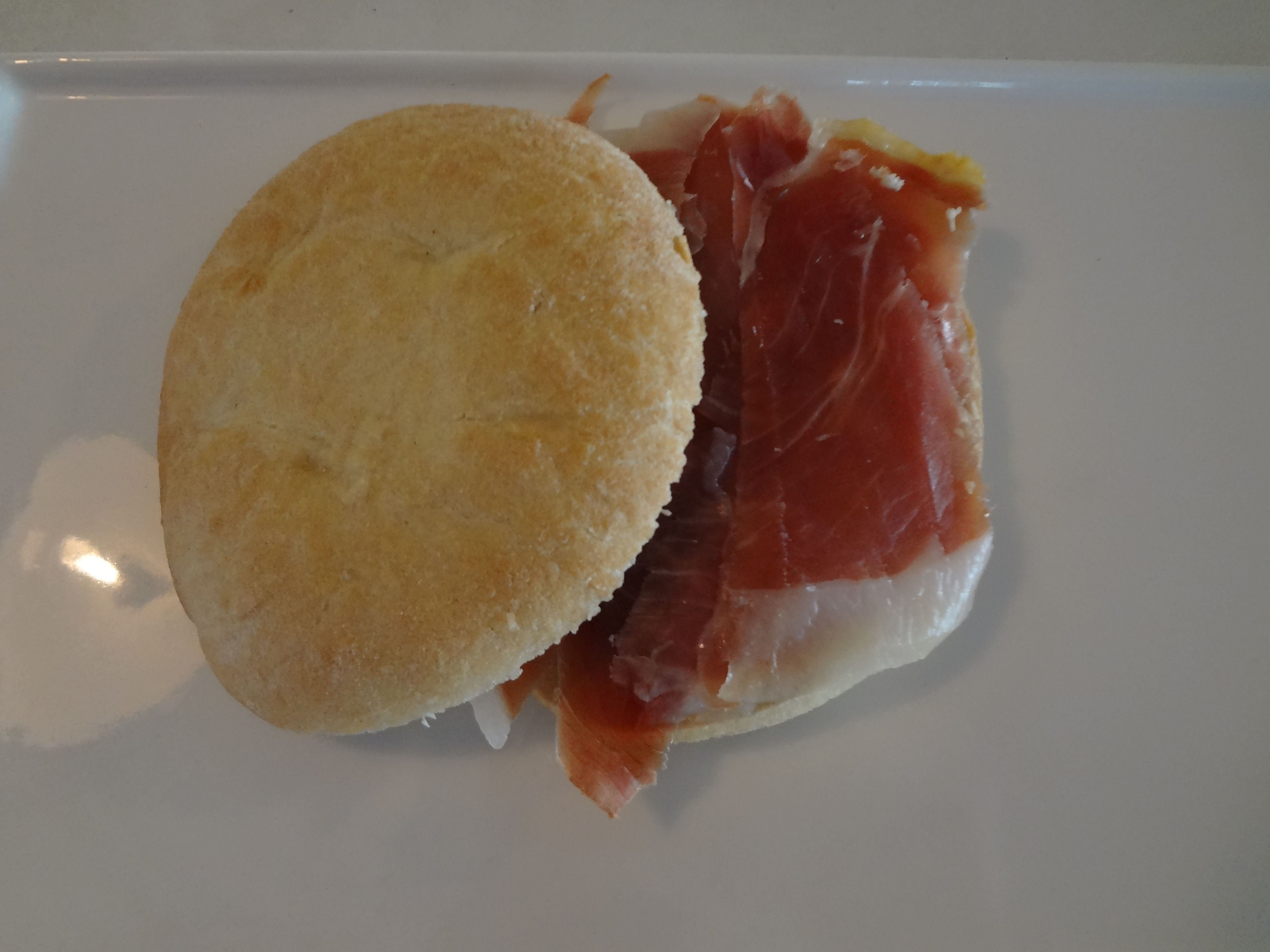
Palo Santo Cafe, Aranda de Duero (Espagne), Jamón Serrano.
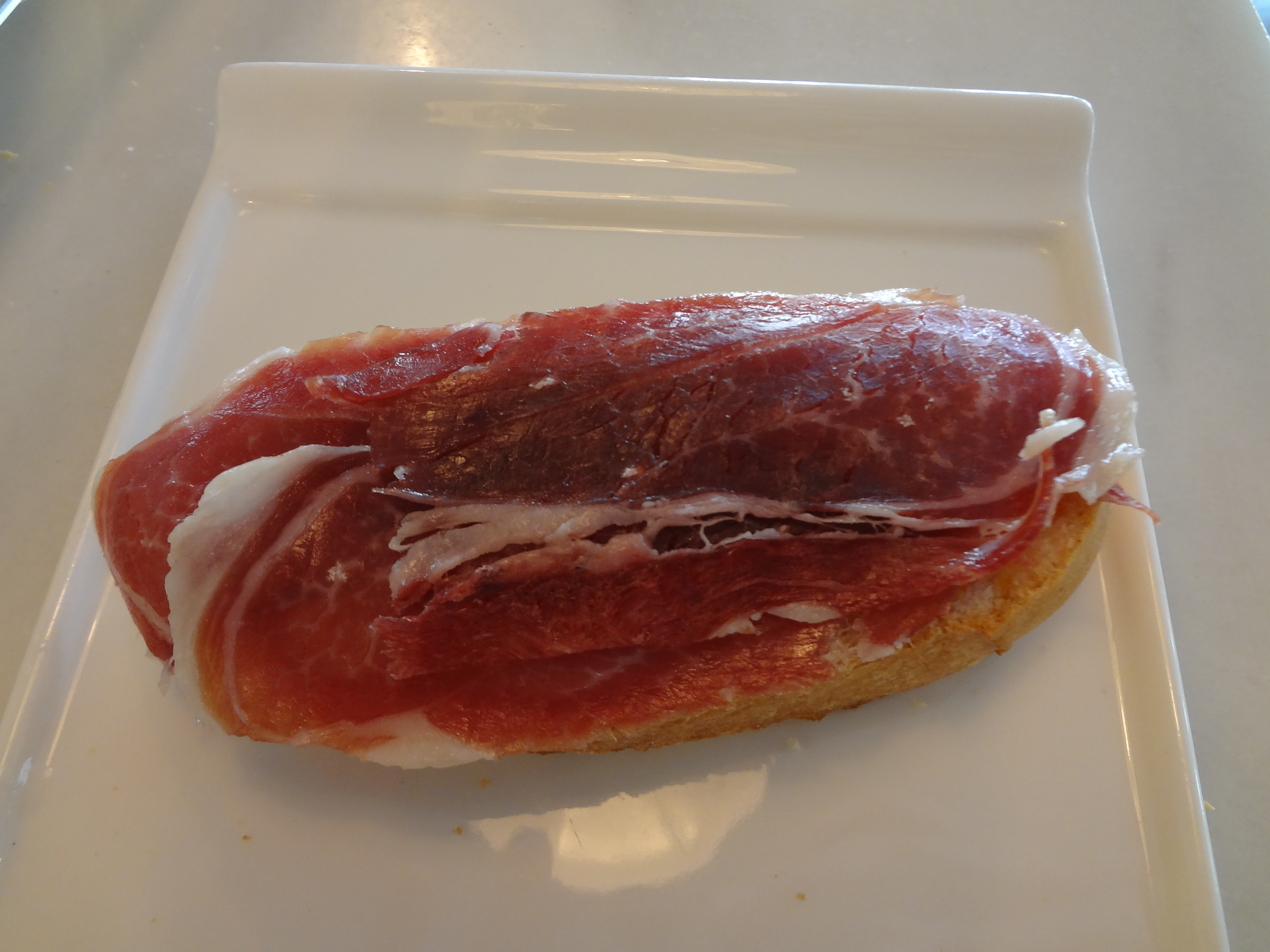
Jamón Serrano servi au Palo Santo Cafe (Aranda de Duero).
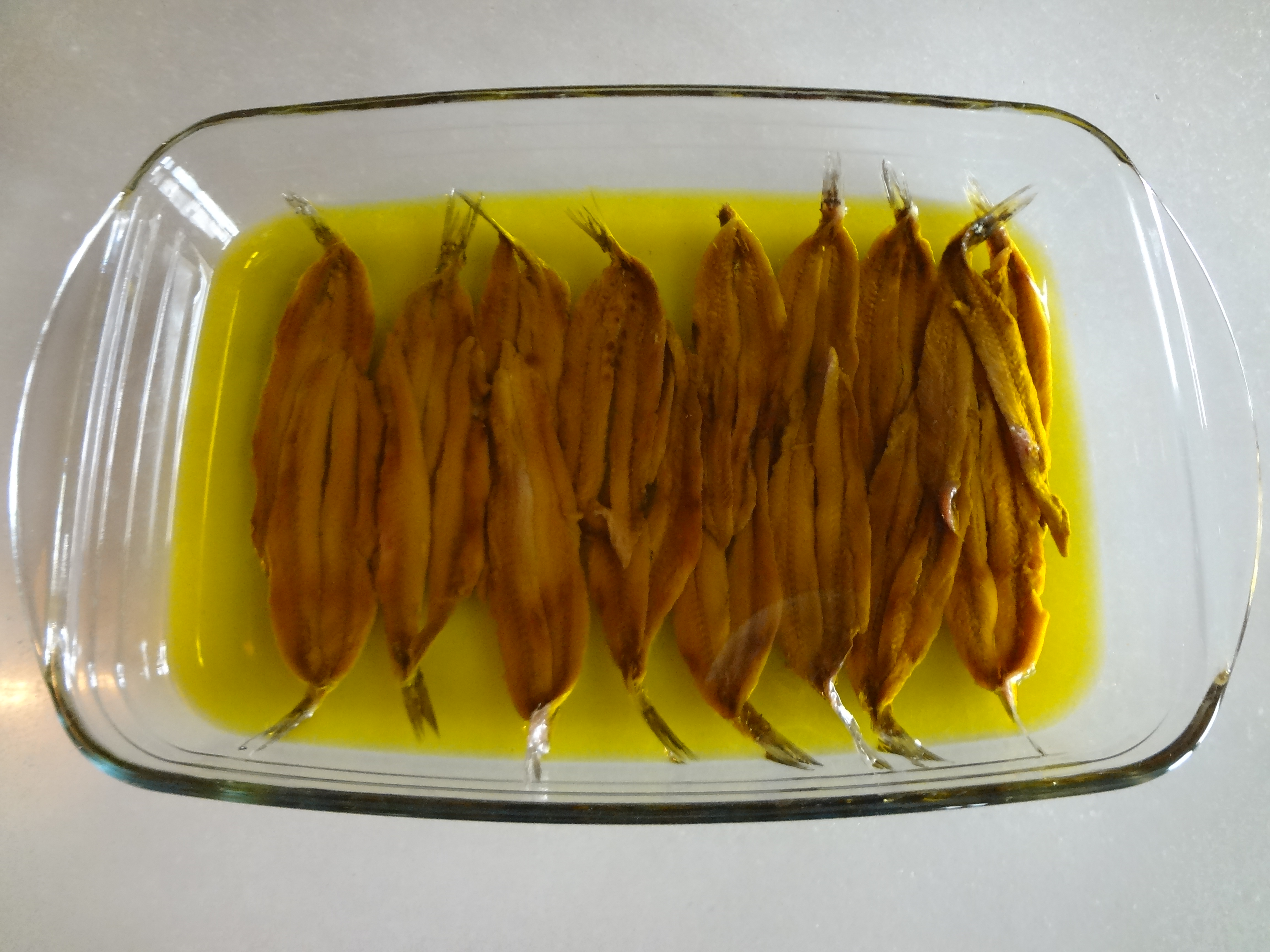
Anchois à l'huile d'olive.
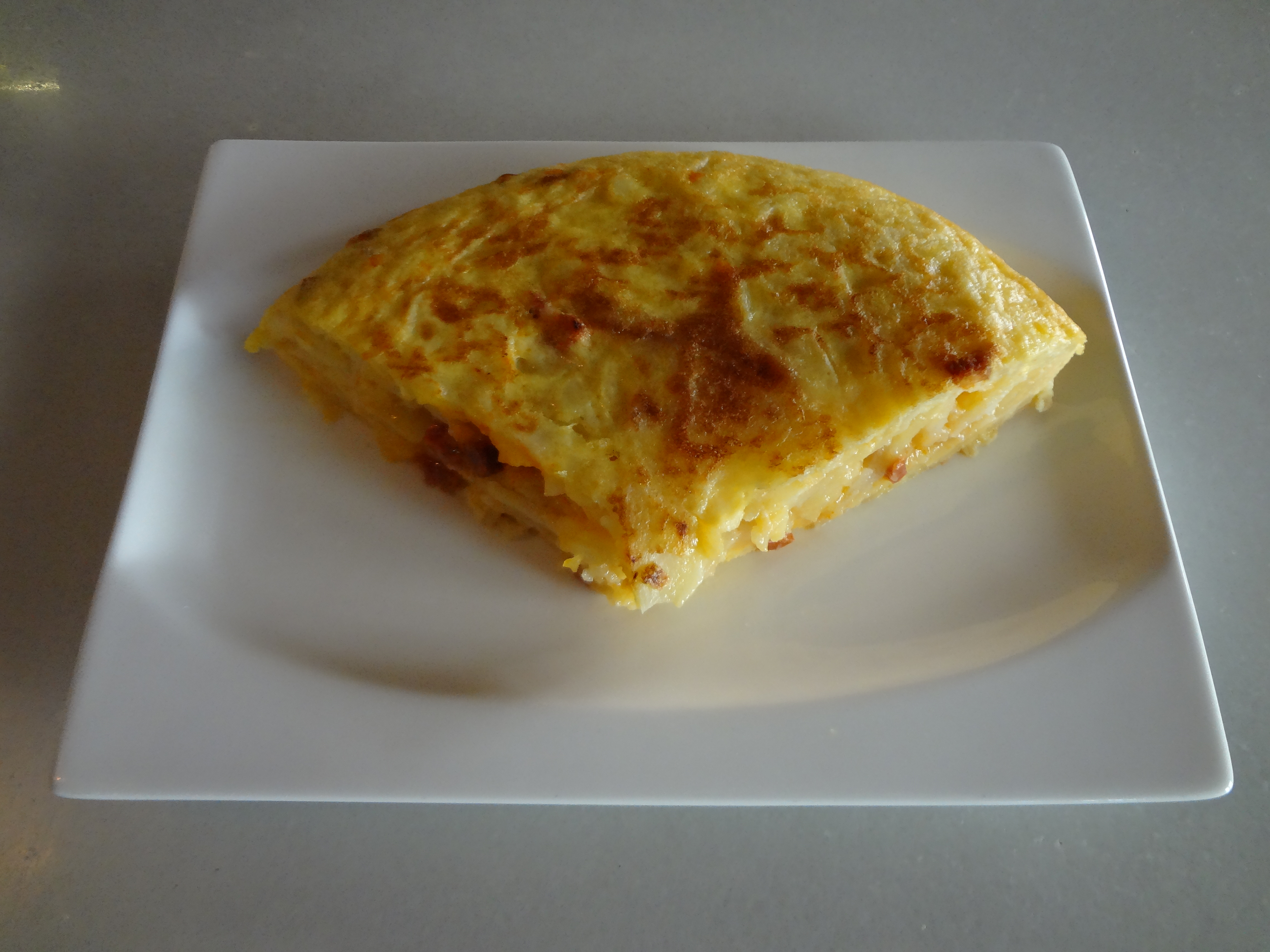
Tortilla de patatas espagnole.

## Tapas dans le monde
Avec la colonisation espagnole des Philippines, on déguste là-bas un plat traditionnel à base de viande, riz et œufs aussi appelé tapa, sans doute dû à l’appellation espagnole qui a subsisté jusqu’à nos jours.
On peut aussi rapprocher les tapas des mezzés, très enracinés dans nombre de cuisines méditerranéennes orientales, qui sont aussi un style culinaire social.

#### Variantes
- Bacaro
- Bruschetta
- Canapé
- Gilda, pintxo
- Kémia
- Mezzé
- Pintxo
- Sashimi
- Sushi